# Glamorest Life
Glamorest Life è il terzo album in studio della rapper statunitense Trina, pubblicato nel 2005.

## Tracce
1. Sum Mo (featuring Dre) – 3:36
2. Don't Trip – 3:28
3. Shake (featuring Lil Scrappy) – 4:05
4. Here We Go (featuring Kelly Rowland) – 3:50
5. Sexy Gurl (featuring Snoop Dogg, Shia LaBeouf & Money Mark Diggla) – 3:45
6. Da Club (featuring Mannie Fresh) – 3:51
7. It's Your B-Day (featuring Jazze Pha) – 3:28
8. I Gotta (featuring Rick Ross) – 3:09
9. Throw It Back (featuring Deuce Poppi) – 3:12
10. 50/50 (featuring Trey Songz) – 3:01
11. So Fresh (featuring Plies) – 4:01
12. Reach Out – 3:42
13. Lil Mama (featuring Dre) – 4:12